# 4 رمضان
- السبت
- الأحد
- الاثنين
- الثلاثاء
- الأربعاء
- الخميس
- الجمعة

- 11 مارس 2025
- 22 مارس 2025
- 33 مارس 2025
- 44 مارس 2025
- 55 مارس 2025
- 66 مارس 2025
- 77 مارس 2025
- 88 مارس 2025
- 99 مارس 2025
- 1010 مارس 2025
- 1111 مارس 2025
- 1212 مارس 2025
- 1313 مارس 2025
- 1414 مارس 2025
- 1515 مارس 2025
- 1616 مارس 2025
- 1717 مارس 2025
- 1818 مارس 2025
- 1919 مارس 2025
- 2020 مارس 2025
- 2121 مارس 2025
- 2222 مارس 2025
- 2323 مارس 2025
- 2424 مارس 2025
- 2525 مارس 2025
- 2626 مارس 2025
- 2727 مارس 2025
- 2828 مارس 2025
- 2929 مارس 2025
- 130 مارس 2025
- 231 مارس 2025
- 31 أبريل 2025
- 42 أبريل 2025
- 53 أبريل 2025
- 64 أبريل 2025

4 رمضان أو 4 رمضان المُبارك أو يوم 4 \ 9 (اليوم الرابع من الشهر التاسع) هو اليوم الأربعون بعد المائتين (240) من أيَّام السنة (أو الحادي والأربعون بعد المائتين لو كان شهر شعبان مُتممًا لليوم الثلاثين أو الثاني والأربعون بعد المائتين لو أتم كلاً من صفر وربيع الآخر وجمادى الآخرة وشعبان ثلاثين يوماً) وفق التقويم الهجري القمري (العربي). يبقى بعده 114 أو 115 يومًا لانتهاء السنة.

## أحداث
- 1 هـ - الرسول محمد يعقد أوّلَ لواء لحمزة بن عبد المطلب على رأس ثلاثين رجلاً من المهاجرين لاعتراض عير قريش التي كانت بقيادة أبي جهل على رأس ثلاثمائة رجل، إلا أنه لم يقع بينهما قتال ولا مواجهة.
- 262 هـ - بختيار بن بويه يبعث جيشًا لغزو بلاد الروم - بعد تحريض من الفقيه أبي بكر الحنفي وأبي الحسن علي بن عيسى الرمَّاني وابن الدقاق الحنبلي - بقيادة أخيه أبي القاسم هبة الله ناصر الدولة بن حمدان، فاقتتلوا مع الروم قتالاً شديدًا وهزموهم وأُخذ قائدهم الدمستق أسيرًا، فأودع السجن.
- 666 هـ – المسلمون يسترجعون أنطاكية من أيد الصليبين بقيادة الظاهر بيبرس.
- 927 هـ - العثمانيون ينجحون في فتح مدينة بلغراد التي كانت تعد مفتاح أوروبا الوسطى وصاحبة أقوى قلعة على الحدود المجرية العثمانية، وقد حاصر العثمانيون هذه المدينة ثلاث مرات: سنة 1441م و1456م و1492م لكنهم لم يستطيعوا الاستيلاء عليها إلا في عهد سليمان القانوني.
- 1019 هـ - الشيخ المأمون يسلم العرائش لفيليب الثالث ملك إسبانيا.
- 1073 هـ - الدولة العثمانية تعلن الحربَ على ألمانيا بعد 56 عاماً من معاهدة سيتفاتوروك التي أوقفت الحرب السابقة بينهم، وكان سبب الحرب هذه المرة هو بناء الألمان قلعة حصينة على الحدود مع الدولة العثمانية.
- 1341 هـ - صدور دستور 1923 في مصر، الذي يعدّ أهم دستور صدر قبل الثورة على النظام الملكي. وقد جاء هذا الدستور بعد ثورة 1919م، وتأثر بمناخها السياسي والشعبي؛ ونص على أن الأمة هي مصدر السلطات.
- 1367 هـ - الصهاينة يستولون على مطار اللد.
- 1374 هـ - الإعلان عن قيام حركة عدم الانحياز على يد جمال عبد الناصر وجوزيف بروز تيتو وجواهر لال نهرو في مؤتمر باندونغ المنعقد في إندونيسيا.
- 1410 هـ - اشتعال حريق متعمد في أكبر مركز إسلامي في بوسطن بالولايات المتحدة.
- 1411 هـ - البيجوم خالدة ضياء الرحمن تصبح أول رئيسة وزراء في بنغلاديش.
- 1432 هـ - بدء محاكمة الرئيس المصري السابق محمد حسني مبارك بتهم القتل العمد والفساد.
- 1436 هـ - ويكيليكس تنشر 60 ألف برقية من البرقيات الدبلوماسية السعودية.

## مواليد
- 1125 هـ - أحمد العطار، فقيه مسلم وشاعر عربي عراقي.
- 1264 هـ - مصطفى كامل، زعيم وطني مصري عثماني.
- 1329 هـ - حسين مؤنس، كاتب ومؤرخ مصري.
- 1356 هـ - رجاء حسين، ممثلة مصرية.
- 1367 هـ - محمد مختار، منتج سينمائي مصري.
- 1389 هـ - أيان حرسي علي، سياسية هولندية من أصل صومالي.
- 1402 هـ - علاء حبيل، لاعب كرة قدم بحريني.

## وفيات
- 53 هـ - زياد بن أبيه، قائد عسكري وسياسي أموي.
- 238 هـ – عبد الملك بن حبيب القرطبي، عالم وفقيه مالكي أندلسي.
- 549 هـ - ابن وكيل الأقليشي، عالم مسلم ولغوي ومتصوف أندلسي.
- 694 هـ - فيروز شاه تغلق، سلطان دلهي.
- 852 هـ - يوحنا الثامن باليولوج، إمبراطور بيزنطي.
- 1287 هـ – ميرزا كاظم بك، مستشرق ومؤرخ إيراني-روسي أذربيجاني الأصل.
- 1337 هـ - محمد الضالع النجدي، شاعر وتاجر وفاعل خير عراقي.
- 1363 هـ – عبد المجيد الثاني، آخر خليفة عثماني.
- 1379 هـ - فرج عمارة - عسكري وسياسي عراقي.
- 1402 هـ - يوسف إبراهيم يزبك، مؤرخ لبناني.
- 1428 هـ - حسين الشربيني، ممثل مصري.
- 1431 هـ - داود سلوم، لغوي وعالِم أدبي عراقي.
- 1442 هـ - محمود الخالدي، دبلوماسي وسياسي فلسطيني.

## وصلات خارجية
- موقع قصة الإسلام: حدث في شهر رمضان.